# Kortnäbbad tinamo
Kortnäbbad tinamo (Crypturellus parvirostris) är en fågel i familjen tinamoer inom ordningen tinamofåglar.

## Utseende och läte
Kortnäbbad tinamo är en liten och oansenlig tinamo. Fjäderdräkten är övervägande grå, med brunt på ryggen och fjälligt utseende på undergumpen. Både näbb och ben är tydligt röda. Liknande tataupatinamon har lilafärgade ben. Sången består av en lång och fallande drill av "trii"-toner som avslutas med låga "truuu truuu truuu". Ibland hörs bara de sista tonerna.

## Utbredning och systematik
Fågeln förekommer fläckvis från Amazonområdet och söderut till nordöstra Argentina. Den behandlas som monotypisk, det vill säga att den inte delas in i några underarter.

## Levnadssätt
Kortnäbbad tinamo är lokalt vanlig i gräsmarker, savann och jordbruksmark. Den avslöjas främst av lätet som kan höras under hela dagen.

## Status och hot
Arten har ett stort utbredningsområde, men tros minska i antal, dock inte tillräckligt kraftigt för att den ska betraktas som hotad. Internationella naturvårdsunionen IUCN listar arten som livskraftig (LC).